# Капрафико (Кјети)
Капрафико (итал. Caprafico) је насеље у Италији у округу Кјети, региону Абруцо.
Према процени из 2011. у насељу је живело 115 становника. Насеље се налази на надморској висини од 401 м.